# Konomi Takeishi
Konomi Takeishi (* 9. Oktober 1991) ist eine japanische Sprinterin.

## Sportliche Laufbahn
Erstmals trat Konomi Takeishi bei den Asienmeisterschaften 2019 in Doha international in Erscheinung. Dort gewann sie in 3:34,88 min die Bronzemedaille hinter den Teams aus Bahrain und Indien mit der japanischen 4-mal-400-Meter-Staffel sowie in 3:20,29 min auch mit der gemischten Staffel.

## Persönliche Bestleistungen
- 400 Meter: 53,47 s, 23. Juni 2017 in Osaka